# Bento (piłkarz)
Bento Matheus Krepski (ur. 10 czerwca 1999 w Kurytybie) – brazylijski piłkarz pochodzenia polskiego oraz włoskiego występujący na pozycji bramkarza, reprezentant Brazylii, od 2024 roku zawodnik saudyjskiego klubu Al-Nassr.